# Untermarchtal
Untermarchtal település Németországban, azon belül Baden-Württembergben. Lakosainak száma 858 fő (2023. december 31.).

## Népesség
A település népessége az elmúlt években az alábbi módon változott:
| Lakosok száma | 1069 | 1113 | 971  | 894  | 873  | 917  | 903  | 947  | 894  | 858  |
|               | 1961 | 1967 | 1974 | 1980 | 1986 | 1993 | 1999 | 2005 | 2012 | 2023 |